# Лінія Керзона

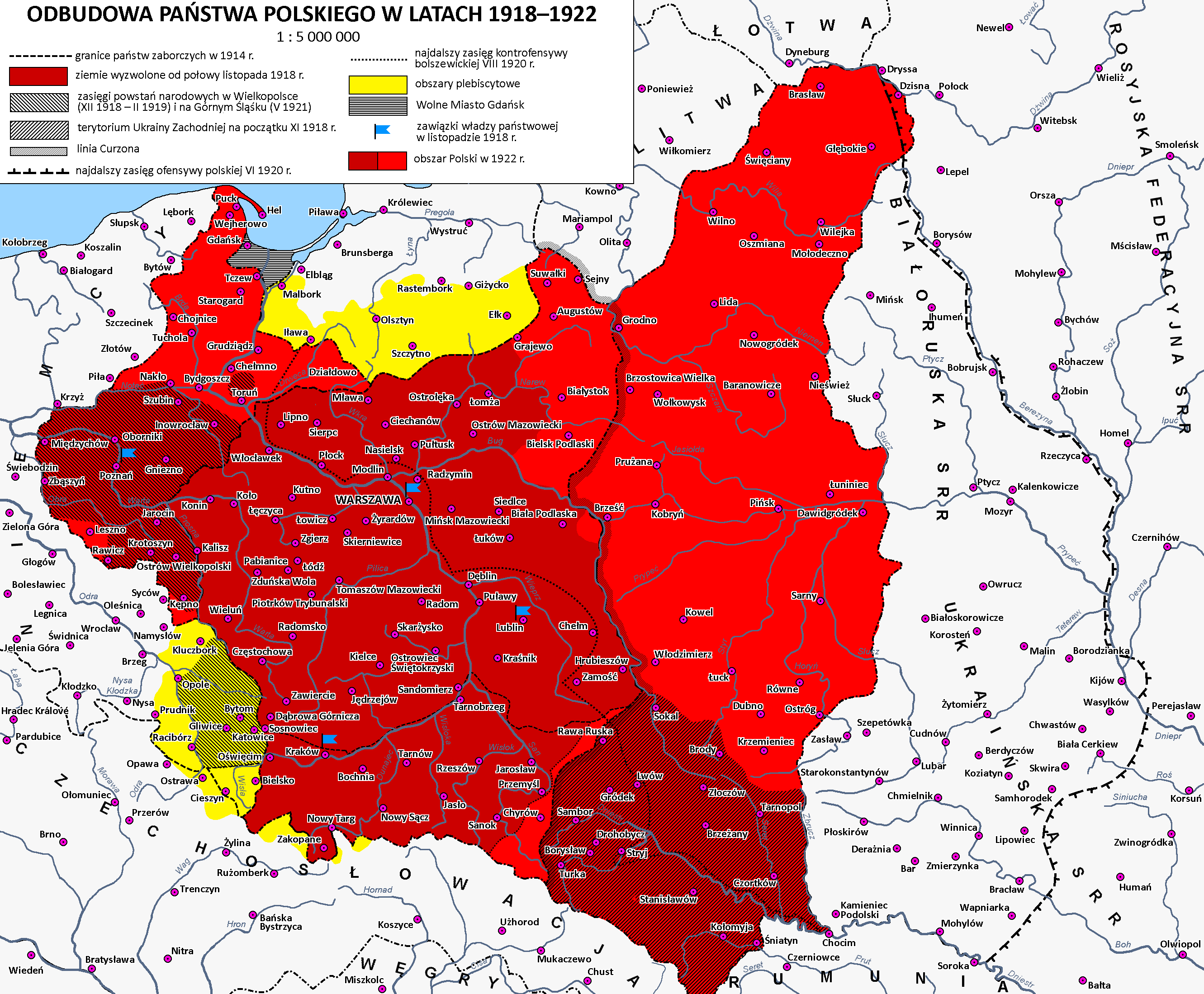
Лінія Керзона на польській мапі

Лінія Керзона (англ. Curzon Line, пол. Linia Kurzona) — кілька варіантів умовної демаркаційної лінії, яку запропонував Джордж Керзон як можливий кордон перемир'я у війні між більшовицькою Росією і щойно відновленою Польською республікою під час Польсько-радянської війни 1920—1921 рр.

## Історія
У грудні 1919 року міністр закордонних справ Великої Британії Джордж Керзон запропонував лінію, що проходить через Гродно — Ялівку — Немирів — Берестя — Дорогуськ — Устилуг, на схід від Грубешева, через Крилів, на захід від Рави-Руської, на схід від Перемишля аж до Карпат як кордон Польщі й Радянської Росії під час наступу радянської армії на Варшаву.
Спочатку план Керзона з перемир'я Російська СФРР не прийняла, відчуваючи на момент подання лінії кордону перевагу. Пізніше вже Польська республіка не захотіла приймати кордон по лінії Керзона, оскільки ситуація змінилася на її користь. Як кордонна лінія, лінія Керзона не відігравала жодної ролі в упровадженні польсько-радянського кордону 1921 року. Натомість підписаний 18 березня 1921 Ризький мирний договір відвів Польщі майже 135 000 км² на схід від лінії Керзона, що в середньому на 200 км віддалена на схід від неї.

Польська карта, що показує частку польського населення за даними переписів до Першої світової війни і перепису 1916 року

Лінія Керзона далеко не повністю враховувала межі етнічного розселення українців. На захід від неї опинилися чотири українські етнічні і історико-культурні регіони: Надсяння, Лемківщина, Холмщина і Підляшшя.
Уперше «Керзонову лінію» як східний кордон Польщі визначила Найвища Рада Антанти 8 грудня 1919 р.
Неправомірно вживається термін «Керзонова лінія» стосовно німецько-радянського кордону за договором між Третім Рейхом й СРСР від 28 вересня 1939, оскільки він пролягав західніше від будь-якого варіанту Джорджа Керзона. При утворенні німцями дистрикту Галичина межу було пересунуто на схід на 20—30 км.
Аналогічно неправомірним є вжиття терміну «Керзонова лінія» щодо прийнятого на Ялтинській конференції польсько-радянського кордону (лютий 1945), цей кордон згодом санкціонував договір між СРСР і Польщею 16 серпня 1945 р.